# 諾思蘭學院 (威斯康星州)
諾思蘭學院（Northland College）是位於美國威斯康星州阿什蘭的一所私立文理学院，成立於1892年，該學院被高等教育委員會認證。2025年2月，該學院對外宣佈在2024～2025學年結束後該學院倒閉。

## 歷史
北威斯康辛學院（North Wisconsin Academy）成立於1892年，到1906年才改名為諾思蘭學院。

## 校園

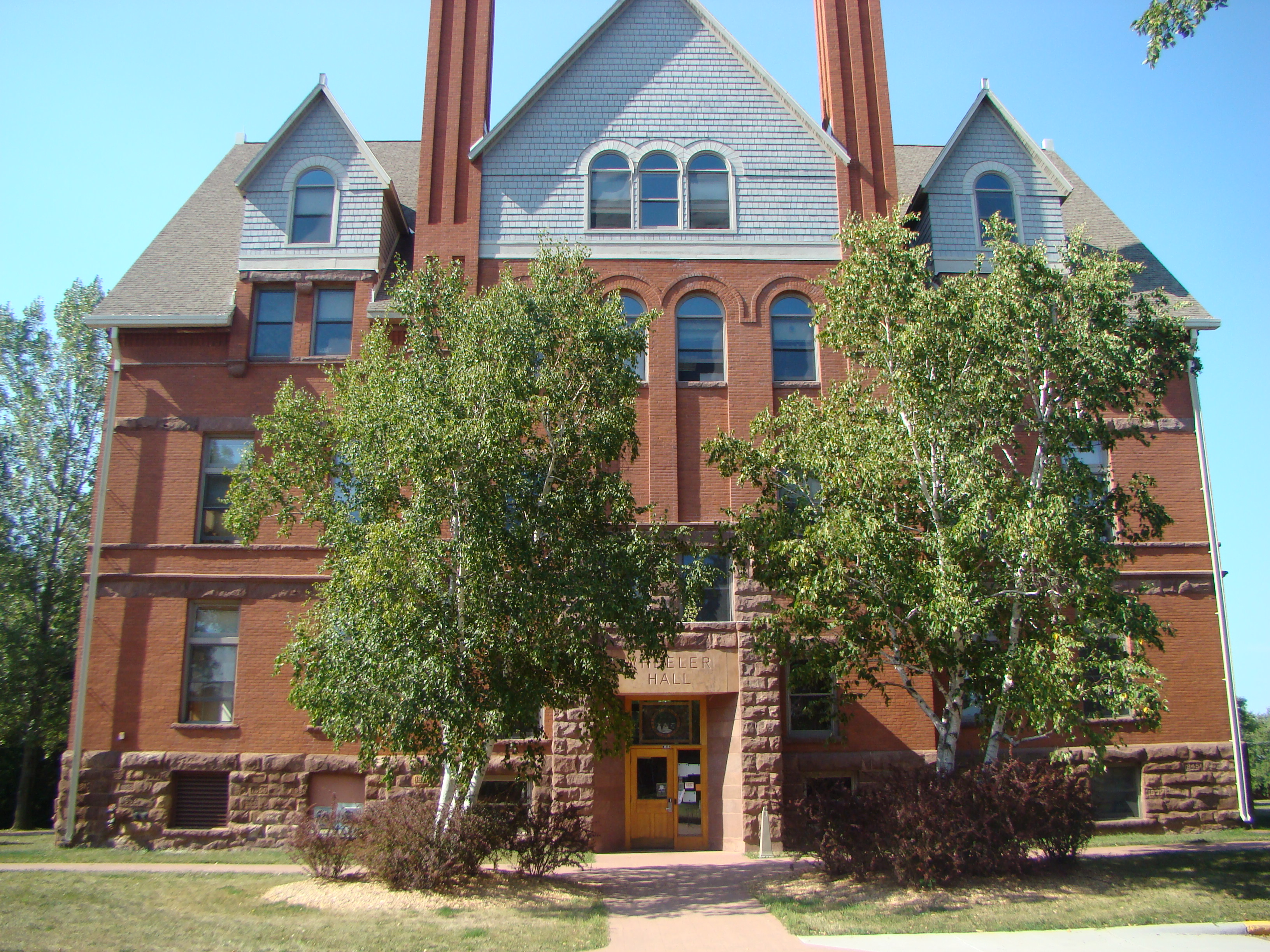
Wheeler Hall

該大學最主要的建築是建校伊始就用作教室的“Wheeler Hall”，因為是一座規模很小的文理學院，該建築至今還是學院的主要建築。

## 學術
根據2025年的美國新聞與世界報導，該校排名在區域性大學中西部第32名。